# Wish You Were Here (пісня Pink Floyd)
«Wish You Were Here» (укр. Шкода, що тебе тут немає) — композиція англійської рок-групи Pink Floyd з однойменного концептуального альбому Wish You Were Here (1975), написана Девідом Гілмором і Роджером Вотерсом. Представлена на стороні «В» другим за рахунком треком.
У 2011 році журнал Rolling Stone поставив композицію «Wish You Were Here» на 324 місце в списку «500 найкращих пісень усіх часів».
Хоча з усього альбому тільки «Shine On You Crazy Diamond» була присвячена Сіду Барретту, Девід Гілмор зізнавався, що не може виконувати цю пісню не згадуючи Сіда.
В оригінальній версії альбому існує прямий перехід від композиції «Have a Cigar» до «Wish You Were Here», причому перехід між піснями позначається зміною станції на радіо, під час якої звучить уривок Четвертої симфонії П. І. Чайковського. Вступ до пісні звучить таким чином, неначе гітарист підіграє мелодії, яка звучить по радіо. Цей гітарний риф повторюється протягом усієї пісні в частині між соло і куплетами. В кінці пісні гітарне соло зі звуковим ефектом вітру закінчується, і плавно переходить в композицію «Shine On You Crazy Diamond».
Як Девід Гілмор, так і Роджер Вотерс оцінювали цю пісню як одну із найкращих в дискографії Pink Floyd. Вотерс відзначав, що співпраця між ним та Гілмором конкретно в цій пісні була «… справді хорошою. Все це було дуже, дуже хорошим. Я дуже радий цьому» . Девід Гілмор грайливо назвав «Wish You Were Here» «дуже простою пісенькою в стилі кантрі» і відзначив, що «завдяки своєму резонансу та емоційній вазі, яка їй притаманна з самого початку, це справді одна із наших найкращих пісень».

## Запис пісні
«Wish You Were Here» була записана в студії Abbey Road під час сесій, присвячених запису всього альбому.
Значна частина пісні була придумана Стефаном Граппеллі — популярним на той час джазовим скрипачем, добре відомим насамперед за свої колаборації з Ієгуді Мєнухіним; обидва скрипачі якраз тоді записувались на Abbey Road. Гілмор вирішив, що наприкінці пісні повинна була грати невеличка партія якоїсь «дивної скрипки», а тому він запросив їх обох взяти участь у записі треку. Мєнухін відмовився від цієї пропозиції, а що стосується Граппеллі, то той взяв участь у запису «Wish You Were Here» за 300 фунтів стерлінгів (що в сучасному грошовому еквіваленті дорівнює сумі у 2500 стерлінгів). Та зрештою, під час міксування було вирішено прибрати його частину, хоча її і можна розчути десь близько на 5 хвилині 21 секунді пісні. За словами Вотерса, таке рішення було прийняте через те, що члени групи вважали образливим вносити ім'я Граппеллі на буклет альбому за таку непримітну і важко чутну частину, хоча він і отримав обіцяний гонорар. Тим не менш, частину Граппеллі можна почути в альтернативних версіях пісні, передусім на подарункових спеціальних виданнях альбому «Wish You Were Here».

## Учасники запису
- Девід Гілмор — акустична гітара, вокал, бек-вокал, педальна слайд-гітара.
- Нік Мейсон — ударні
- Роджер Вотерс — бас-гітара
- Річард Райт — фортепіано, мінімуг.

## Чарти
| Чарт (2007)         | Максимальна позиція |
| ------------------- | ------------------- |
| Норвегія (VG-lista) | 18                  |

| Чарт (2012)                               | Максимальна позиція |
| ----------------------------------------- | ------------------- |
| Австрія (Ö3 Austria Top 75)               | 48                  |
| Франція (SNEP)                            | 192                 |
| Germany (Media Control AG)                | 67                  |
| Велика Британія (Official Charts Company) | 68                  |

## Wish You Were Here (Live)
«Wish You Were Here (Live)» — це живий запис заголовного треку Pink Floyd з їхнього дев'ятого студійного альбому «Wish You Were Here», записана групою для їхнього третього концертного альбому Pulse. «Wish You Were Here (Live)» був випущений в якості синглу 20 липня 1995 року у Великій Британії та Європі, і був тривалий час останнім синглом, випущеним групою до жовтня 2014 року.

### Список композицій
| CD | CD                           | CD         |
| #  | Назва                        | Тривалість |
| -- | ---------------------------- | ---------- |
| 1. | «Wish You Were Here (Live)»  | 5:40       |
| 2. | «Coming Back to Life (Live)» | 6:40       |

| CD Maxi | CD Maxi                      | CD Maxi    |
| #       | Назва                        | Тривалість |
| ------- | ---------------------------- | ---------- |
| 1.      | «Wish You Were Here (Live)»  | 5:40       |
| 2.      | «Coming Back to Life (Live)» | 6:40       |
| 3.      | «Keep Talking (Live)»        | 6:54       |

| Промо-сингл у Нідерландах | Промо-сингл у Нідерландах   | Промо-сингл у Нідерландах |
| #                         | Назва                       | Тривалість                |
| ------------------------- | --------------------------- | ------------------------- |
| 1.                        | «Wish You Were Here (Live)» | 5:40                      |

| Чарт (1995)                             | Максимальна позиція |
| --------------------------------------- | ------------------- |
| US Billboard Hot Mainstream Rock Tracks | 13                  |

| Країна                | Дата          | Формат                                         | Лейбл | Номер каталогу                                              |
| --------------------- | ------------- | ---------------------------------------------- | ----- | ----------------------------------------------------------- |
| Нідерланди            | 20 липня 1995 | CD-R ( Contemporary hit radio ) CD CD ( maxi ) | EMI   | PFSING1 (CD-R) 724388220828 (CD) 7243 8 82207 2 9 (CD maxi) |
| Сполучене Королівство | 20 липня 1995 | CD CD maxi                                     | EMI   | 724388220828 (CD) 7243 8 82207 2 9 (CD maxi)                |